# Roncus lubricus
Roncus lubricus – gatunek zaleszczotka z rodziny Neobisiidae.

## Taksonomia
Takson ten opisany został po raz pierwszy w 1873 roku przez Ludwiga Carla Christiana Kocha. Jako miejsce typowe wskazano Bloxworth w angielskim hrabstwie Dorset. W 1882 roku gatunek podzielony został przez Ödöna Tömösváry’ego na podgatunki nominatywny i Roncus lubricus cavernicola, jednak w 1932 roku Max Beier dokonał ich synonimizacji. W 1983 roku Giulio Gardini dokonał redeskrypcji gatunku.

## Morfologia
Zaleszczotek ten ma niepodzielone tergity i sternity oraz wszystkie cztery pary odnóży krocznych pozbawione kolców na biodrach oraz zwieńczone dwuczłonowymi, podzielonymi na metatarsus i telotarsus stopami. Szczękoczułki zwieńczone są szczypcami; ich palec ruchomy ma kilka ząbków oraz nierozgałęziony wyrostek zwany galea, na którym przedśrodkowo osadzona jest szczecinka galealna. Szczękoczułki zaopatrzone są w rallum, którego wszystkie ostrza mają na przedzie drobne ząbkowanie. Na prosomie (głowotułowiu) występuje jedna para oczu zaopatrzonych w soczewki. Nogogłaszczki zaopatrzone są w szczypce, na których palcach znajdują się ujścia gruczołów jadowych. Palec nieruchomy nogogłaszczków ma trichobotria ist oraz isb położone pomiędzy dystalną a nasadową grupą trichobotriów. Udo nogogłaszczków osiąga od 0,64 do 0,85 mm długości, będąc od 2,9 do 3,5 raza dłuższym niż szerokim. Opistosoma (odwłok) ma na błonach pleuralnych ziarnistą rzeźbę.

## Ekologia i występowanie
Pajęczak epigeiczny.
Gatunek szeroko rozprzestrzeniony. W Europie znany jest z Portugalii, Hiszpanii, Irlandii, Wielkiej Brytanii, Francji, Belgii, Holandii, Niemiec, Szwajcarii, Austrii, Włoch, Malty, Czech, Słowacji, Węgier, Ukrainy, Rumunii, Bułgarii, Słowenii, Chorwacji, Bośni i Hercegowiny, Serbii, Czarnogóry, Albanii i Grecji. Z Azji podawany jest z Gruzji. W Afryce Północnej zamieszkuje Algierię i Maroko. Poza Palearktyką odnotowano jego występowanie w Stanach Zjednoczonych i na Wyspie Świętej Heleny.